# Guerre d'Abkhazie (1992-1993)
Pour l’article homonyme, voir Guerre d'Abkhazie (1998).
Notes
1. L'implication de la Russie dans le conflit militaire n'est pas reconnue officiellement par Moscou, malgré les nombreux avions de combat russes abattus durant la guerre.
Guerre civile géorgienne
Batailles
- Siège de Tkvartcheli
- Bataille de Gagra
- Massacre de Kamani
- Bataille de Soukhoumi (Blocus de l'aéroport)

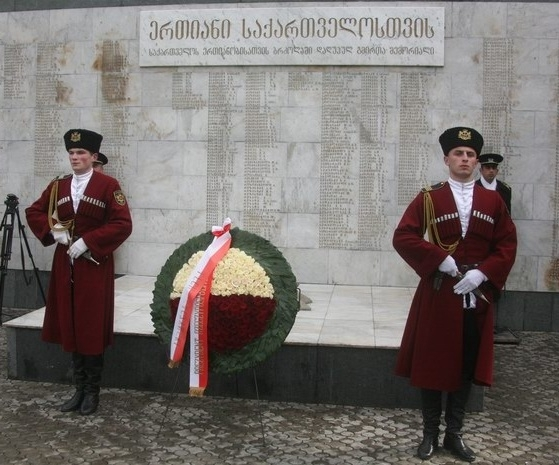
« Mémorial des combattants morts pour l'intégrité territoriale de la Géorgie », à Tbilissi.

La guerre d'Abkhazie est un conflit post-soviétique armé qui opposa principalement d'un côté l'armée fédérale russe et les séparatistes abkhazes et de l'autre côté l'armée géorgienne de 1992 à 1993. Elle est le résultat de la proclamation d'indépendance de l'Abkhazie par les séparatistes et conduit les Géorgiens à se retirer du territoire abkhaze.
Ce conflit a été aggravé par la guerre civile en Géorgie proprement dite entre les partisans du président géorgien déchu, Zviad Gamsakhourdia et le gouvernement post-coup d'État dirigé par Edouard Chevardnadze, ainsi que le conflit osséto-géorgien. Des violations significatives des droits de l'Homme et des atrocités ont été commises par les deux belligérants et ont atteint un pic à la suite de la prise de Soukhoumi par les indépendantistes abkhazes le 27 septembre 1993, ayant été suivie par une vaste campagne de nettoyage ethnique contre les Géorgiens de souche, selon l'Organisation pour la sécurité et la coopération en Europe et l'ONU. Entre 13 000 et 20 000 Géorgiens et environ 3 000 Abkhazes sont massacrés. Plus de 250 000 Géorgiens ont par ailleurs été déplacés en raison des affrontements et 2 000 autres sont considérés comme disparus.
La Géorgie post-soviétique a été fortement affectée par la guerre et a subi un préjudice financier, humain et psychologique considérable. Des conflits sporadiques continueront de toucher l'Abkhazie par la suite.

## Contexte
La situation dans la république socialiste soviétique autonome d'Abkhazie est tendue depuis la fin des années 1980, lorsque l'opposition géorgienne anti-soviétique commence à exiger l'indépendance de la Géorgie vis-à-vis de l'URSS. En mars 1989, les nationalistes abkhazes ont exigé dans la Déclaration Lykhny la création officielle d'une république socialiste soviétique séparée (basé sur le précédent de l'existence d'un RSS abkhaze séparée entre 1925-1931, avant d'être associée à la RSS de Géorgie par un traité d'union confédérale). La déclaration a été signée par le recteur de l'université de Soukhoumi. Les étudiants géorgiens de l'université annoncent des manifestations mais elles ont été interdites par le gouvernement géorgien. Néanmoins, les étudiants se rassemblent et sont attaqués par des Abkhazes.
Scandalisés par ces événements, des milliers de manifestants géorgiens défilent dans les rues de Tbilissi pour protester contre la sécession de l'Abkhazie. En réponse aux manifestations, les troupes soviétiques se déploient dans la capitale géorgienne, résultant en la tragédie du 9 avril 1989 lors de laquelle 20 manifestants sont tués et plusieurs centaines d'autres blessés.
Dans la foulée, les premiers affrontements armés entre Abkhazes et Géorgiens éclatent les 16-17 juillet 1989 à Soukhoumi. Le conflit a été déclenché par la décision du gouvernement géorgien de rattacher le secteur géorgien de l'Université de Soukhoumi à l'Université d'État de Tbilissi. Les Abkhazes s'opposent avec véhémence à la nouvelle université, vue comme un instrument pour étendre la domination géorgienne. Bien que le Soviet suprême ait conclu que le gouvernement géorgien n'ait pas la possibilité de prendre une telle décision, celle-ci est finalement autorisée le 15 juillet. Les troubles civils résultant se sont rapidement transformés en affrontements militaires, qui selon les chiffres officiels, auraient entraîné la mort de 18 personnes et auraient fait 448 blessés, 302 d'entre eux étaient géorgiens. En réponse, les troupes du ministère de l'Intérieur sont déployées pour réprimer les troubles.
En juillet 1990 alors qu'aucun des deux camps ne disposait d'une puissance militaire suffisante pour s'imposer, l'antagonisme abkazo-géorgien se transforme une « guerre des lois », jusqu'à ce que les hostilités ouvertes aient éclaté en août 1992. Le gouvernement de l'Union soviétique avait très peu d'options pour prévenir les conflits inter-ethniques, lui-même étant sur le point de s'effondrer.
Des « quotas ethniques », ont été mis en place avant les élections de 1991 au Soviet suprême de l'Abkhazie, résultant en une composition qui ne reflète pas avec exactitude l'origine ethnique de la population la constituant selon les Abkhazes. Ainsi sur 65 sièges, les Abkhazes (17 % de la population) en ont gagné 28 ; les Géorgiens (45 %), 26 ; les 11 autres revenant aux autres minorités (Russes, Arméniens...), ces derniers constituant 33 % de la population.

## Déroulement du conflit

### Siège de Tkvartcheli
Tkvartcheli est située en Abkhazie orientale, région qui fut intégrée à la de facto république d'Abkhazie après la Guerre d'Abkhazie, mais est toujours légalement reconnue comme une partie de jure de la Géorgie. Selon le dernier recensement de l'avant-guerre (datant de 1989), sa population était de 21 744 habitants, avec des Abkhazes (42,3 %), des Russes (24,5 %) et des Géorgiens (23,4 %). Toutefois, la majorité de ce dernier groupe ethnique dut quitter la ville à la suite de la guerre et des persécutions meurtrières qui furent exercées sur eux par les deux premiers groupes. Avec Goudaouta sur la Mer Noire, Tkvartcheli devint le principal bastion des séparatistes abkhazes durant la guerre.
En octobre 1992, un contingent géorgien commença à mettre le siège devant la ville, provoquant une grave crise humanitaire dans la région. En raison de la présence d'une importante communauté russe, l'armée russe intervint activement dans la crise, offrant aussi bien une assistance humanitaire qu'une aide militaire aux assiégés de Tkvartcheli. Des hélicoptères russes apportaient nourriture et médicaments puis évacuaient blessés ou civils, ou intervenaient activement dans les combats en appui des sécessionnistes. Plusieurs combattants entraînés ou payés par la Russie furent transportés dans la région pour prendre part aux combats. La bataille fut marquée par une grande confusion et par de nombreux tirs des forces belligérantes contre leurs propres camps.

### Bataille de Gagra
Elle oppose du 1er au 6 octobre 1992 des forces géorgiennes aux sécessionnistes abkhazes appuyés par des combattants de la Confédération des peuples des montagnes du Caucase. Les alliés, commandés par le seigneur de la guerre tchétchène Chamil Bassaïev, s'emparent lors d'une attaque surprise de la ville de Gagra, défendue par des troupes géorgiennes en infériorité numérique mais équipées de davantage de blindés que leurs adversaires.
La bataille est l'une des plus sanglantes du conflit et constitue un tournant décisif dans le cours de la guerre. Elle entraîne notamment une détérioration sérieuse des relations entre la Géorgie et la Russie, la première suspectant la seconde d'avoir envoyé des conseillers militaires aux côtés des rebelles.

### Bataille de Soukhoumi
Le 16 mars 1993, entre 6 et 9h00 du matin (heure locale), les forces unies des indépendantistes abkhazes et des alliés de la Confédération des Peuples des Montagnes du Caucase (CPMC) lancèrent une attaque de grande envergure sur la ville à moitié détruite de Soukhoumi. Cet assaut, qui avait été précédé par un bombardement des positions géorgiennes sur la rivière Goumista et à la périphérie de la capitale depuis deux heures du matin, causa de nombreux dégâts matériels et de nombreuses pertes militaires et civiles du côté pro-géorgien. Plus tard dans la journée, plusieurs SU-25 russes commencèrent à pointer leurs obus vers Soukhoumi, qui fut bombardé massivement dans la matinée du 17 mars. Un détachement spécial russe mena par la suite une opération et fut suivi par des combattants abkhazes et des volontaires de la CPMC. Ensemble, ils traversèrent la rivière Goumista et entrèrent en possession temporairement d'une partie de Soukhoumi, avant d'être rapidement repoussés par les Géorgiens.
La situation se calma relativement quand Edouard Chevardnadze arriva dans la ville le 29 avril 1993. Le 14 mai, un cessez-le-feu fut signé entre Moscou et Tbilissi mais le 2 juillet de la même année, un détachement abkhaze et des volontaires du CPMC reprirent les affrontements près du village de Tamichi, à l'aide de la marine russe. Cette partie de la bataille de Sokhoumi fut l'une des plus sanglantes campagnes de la guerre d'Abkhazie. En effet, des centaines de civils et de militaires furent tués et blessés dans les deux camps. Mais malgré les premières défaites géorgiennes, la Garde nationale réussit à se ressaisir et à reprendre ses positions d'avant le début de la bataille. En juillet, de nouveaux détachements russes, abkhazes et confédérés capturèrent les villages de la périphérie sokhoumoise Akhalcheni, Gouma et Chroma. Le violent combat qui se produisit près du village de Kamani coûta la vie à plusieurs Géorgiens, militaires et civils. À partir de ce moment, les séparatistes abkhazes occupèrent presque toutes les positions stratégiques de l'armée géorgienne et commencèrent à assiéger Sokhoumi. Bientôt après, le Premier ministre d'Abkhazie Tamaz Nadareïchvili dut quitter son poste pour des raisons médicales et c'est le parlementaire géorgien Jioulia Chartava qui lui succéda. Parallèlement, les forces abkhazes détruisirent durant le blocus de l'aéroport de Soukhoumi trois avions remplis de civils, dont deux en vol, un venant de Sotchi et un autre de Tbilissi.

## Médiation de l'ONU
La Mission d'observation des Nations unies en Géorgie (MONUG), comprenant des troupes de la Communauté des États indépendants (dont russes) est formée en 1993 afin de veiller à l'application du cessez-le-feu. Les Géorgiens établissent peu de temps après la fin du conflit un gouvernement en exil, administrant de jure l'Abkhazie.